# Journey into Fear (1943)
Journey into Fear is een Amerikaanse film noir uit 1943 onder regie van Norman Foster. Het scenario is gebaseerd op gelijknamige roman uit 1940 van de Britse auteur Eric Ambler.

## Verhaal
Een marinier is samen met zijn vrouw op de terugweg naar de Verenigde Staten. Hij merkt dat hij wordt achtervolgd door nazi's. Hij vlucht zonder zijn vrouw weg uit zijn hotel en gaat aan boord van een schip. Wanneer dat schip is uitgevaren, komt hij erachter dat de nazi's hem nog steeds op de hielen zitten. 

## Rolverdeling
| Acteur          | Personage                 |
| --------------- | ------------------------- |
| Joseph Cotten   | Howard Graham             |
| Dolores del Río | Josette Martel            |
| Ruth Warrick    | Stephanie Graham          |
| Agnes Moorehead | Mevrouw Mathews           |
| Jack Durant     | Gogo Martel               |
| Everett Sloane  | Kopeikin                  |
| Eustace Wyatt   | Professor Haller / Muller |
| Frank Readick   | Matthews                  |
| Edgar Barrier   | Kuvetli                   |
| Jack Moss       | Peter Banat               |
| Stefan Schnabel | Vertaler                  |
| Hans Conried    | Magiër                    |
| Robert Meltzer  | Kruier                    |
| Richard Bennett | Kapitein                  |
| Orson Welles    | Kolonel Haki              |